# Esperanza (telenovela)
Esperanza é uma telenovela filipina exibida pela ABS-CBN em 1997, estrelado por Judy Ann Santos.

## Elenco
- Judy Ann Santos como Socorro "Esperanza" Salgado
- Rico Yan como Gabriel
- Marvin Agustin como Danilo
- Angelika dela Cruz como Cecille Montejo
- Wowie de Guzman como Anton Montejo
- Jolina Magdangal como Karen Carvajal de Montejo
- Jericho Rosales como Buboy
- Piolo Pascual como Brian
- Carmina Villaroel como Cynthia Salazar